# Aleksander Ławrynowicz

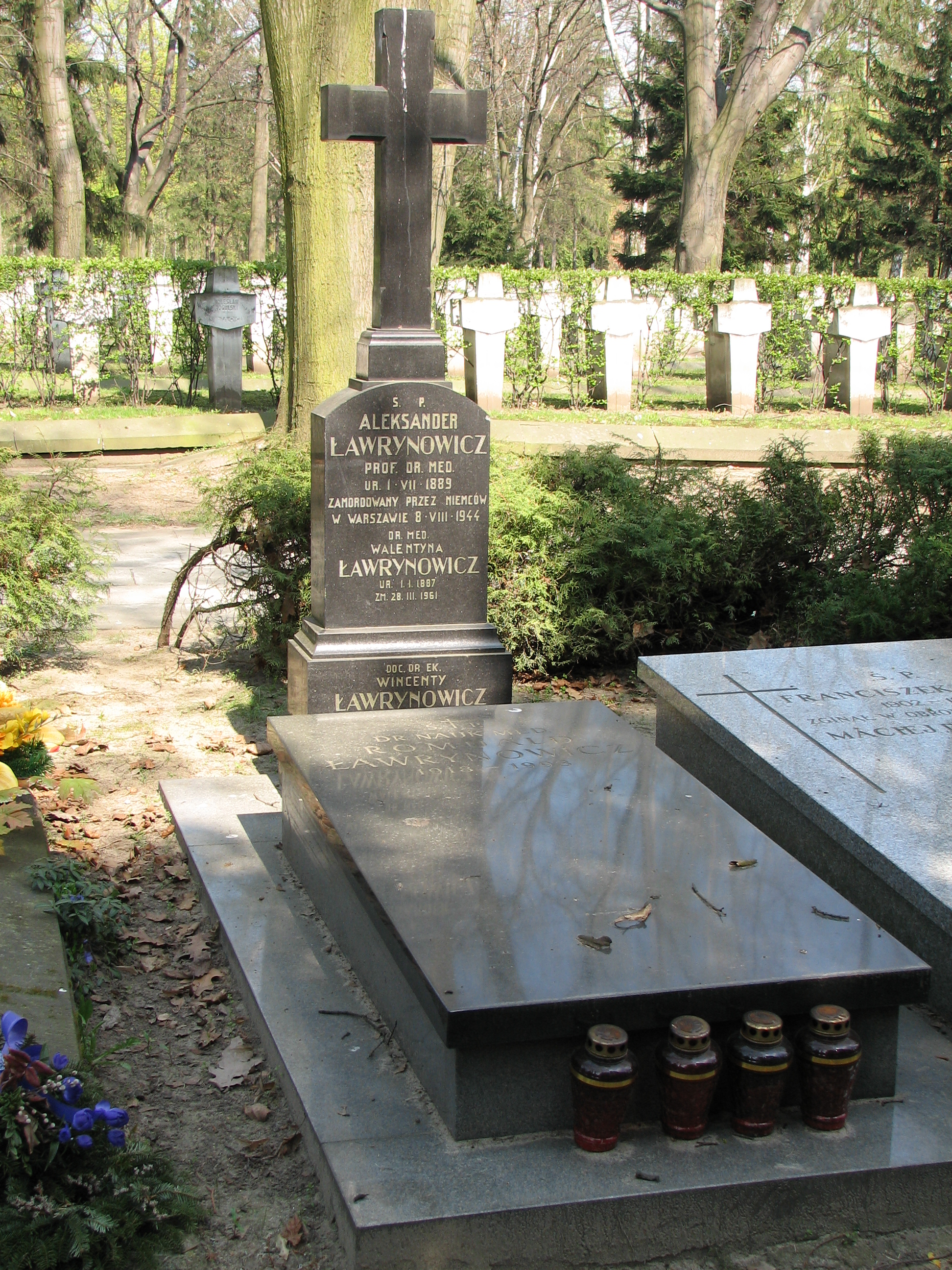
Grób Aleksandra Ławrynowicza

Aleksander Ławrynowicz (ur. 19 czerwca?/1 lipca 1889 w Petersburgu, zm. 11 sierpnia 1944 Warszawa) – polski bakteriolog. 

## Życiorys
W 1906 ukończył gimnazjum w Petersburgu ze złotym medalem, a następnie w tym samym roku rozpoczął studia lekarskie w Wojskowej Akademii Medycznej w Petersburgu. Po uzyskaniu dyplomu w 1912 wyjechał do Kirgistanu z ekspedycją do walki z dżumą. Po powrocie w 1913 pracował jako asystent na oddziale wewnętrznym w Obuchowskim Szpitalu Miejskim w Petersburgu. W czasie I wojny światowej został powołany do służby czynnej i wyznaczony do zwalczania dżumy w Kronsztadzie. Tam rozpoczął swoją pierwszą pracę jako lekarz bakteriologii. Od 1918 pracował w Saratowie nad Wołgą, początkowo jako starszy asystent w szpitalu miejskim, a następnie prowadził kurs bakteriologii na Uniwersytecie Saratowskim. Habilitował się w 1920 na podstawie pracy Gonokok i jego formy ewolucyjne. W latach 1921–1923 pracował jako starszy asystent kliniki chorób zakaźnych w Wojskowej Akademii Medycznej w Petersburgu. W tym okresie został uwięziony przez władze bolszewickie. W 1923 repatriował się z rodziną (żona – Walentyna Tichobrazoff (1887–1961), synowie Wincenty (1917–1985), Romuald (1918–1993) do Polski. 
Osiedlił się w Poznaniu, gdzie objął posadę starszego asystenta przy katedrze bakteriologii Uniwersytetu Poznańskiego. Ponownie habilitował się, tym razem w Polsce. W 1925 przeniósł się z rodziną do Warszawy. Od 1925 do 1944 był kierownikiem Miejskiego Instytutu Higieny (MIH) w Warszawie. Brał udział w reorganizacji i pracach Wolnej Wszechnicy Polskiej (WWP) w Warszawie. Od 1933 prowadził wykłady z bakteriologii na WWP w Łodzi. Był członkiem założycielem Polskiego Towarzystwa Badań Naukowych nad Gruźlicą, a od 8 lutego 1937 jego wiceprezesem. Podczas okupacji prowadził tajne komplety z bakteriologii, a w roku 1943 został mianowany profesorem bakteriologii Uniwersytetu Warszawskiego. Jego dorobek naukowy obejmuje ponad 100 prac z różnych dziedzin bakteriologii. Za zasługi dla medycyny był odznaczony Złotym Krzyżem Zasługi (Polska), komandorią Orderu Św. Sawy (Jugosławia) i Orderem Św. Aleksandra Newskiego (Rosja).
W czasie powstania warszawskiego pracował w MIH opatrując rannych. 11 sierpnia 1944 roku, podczas pacyfikacji dzielnicy Ochota w Warszawie, za rzekome strzały oddane z budynku MIH do Niemców, profesor Aleksander Ławrynowicz został zamordowany w swoim gabinecie przez żołnierzy niemieckich. Jego zwłoki zostały spalone na podwórzu Instytutu. Pochowany symbolicznie na cmentarzu Powązki Wojskowe w Warszawie (kwatera B29-1-3).